# Класс 1 (водно-моторный спорт)
Класс 1 — разновидность водно-моторного спорта, с соревнованиями по гонкам морских катеров. Объединяются общим техническим регламентом — Класс 1 — по которому и названы соревнования. Проводится чемпионат мира, в рамках которого проводится также чемпионат Европы и чемпионат Ближнего Востока.

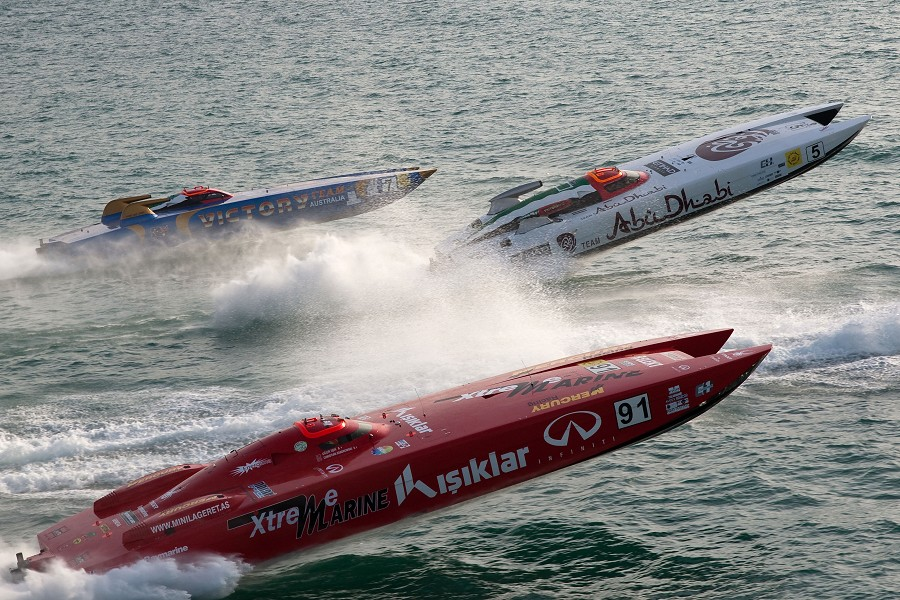
Класс 1 Grand Prix Dubai 2012

## «Морские» катера
Термином «морские» катера (англ. off-shore boats) обозначают катера, приспособленные для гонок на открытых акваториях, в том числе с развитым волнением, как например, открытое море, в отличие от катеров для закрытых акваторий, как например, катера Формулы-1. Для этого катера выполняются большими по размеру, с более прочными корпусами. Кроме Класса 1 к морским катерам относятся и другие категории, как например P1. Однако катера Класса 1 являются сложнейшими и быстрейшими.

## История
Начало гонкам морских катеров было положено в 1956 г. гонкой по маршруту Майями-Нассау, которую выиграл Сэм Гриффит. Первоначально это были чисто американские гонки, проходившие также по маршрутам Майями-Ки Уэст и вокруг Лог-Айленда. В 60-х в гонках стали участвовать также и европейцы, по европейским маршрутам. Поскольку для гонок создавались все более совершенные и быстроходные катера, то была создана и организация, санкционирующая гонки, выпускающая технический регламент и разбирающая спорные вопросы — Union Internationale Motonautique (UIM), Международный Союз Водно-моторного спорта. В 1964 г. начал присуждать Трофей Сэма Гриффита. Первые 20 лет доминировали американцы, но в 80-х на первые позиции вышла европейская школа катеростроения.
Первые 23 титула были выиграны однокорпусными лодками, после чего лидерство перехватили катамараны, перевалившие рубеж 100 миль/час (160км/ч). 5 титулов были достигнуты катерами с дизельными двигателями, но в наши дни они не применяются. Гребные винты прошли большой путь от погруженных суперкавитирующих трехлопастных бронзовых до стальных шестилопастных полупогруженных.
В 1984 г. в гонки морских катеров пришла Ламборгини, вскоре ставшая законодательницей мод - на её двигателях в начале XXIв. выступали все команды, а всего у неё 88 побед. В 1987 г. была основана IOTA - International Offshore Team Assotiation - объединившая участников и ставшая официальным промоутером гонок, до 2004 г. её президентом был Эдуардо Полли, возглавлявший также Highlander Team, затем его сменил нынешний президент шейх Хасан бин Ябор аль-Тани (пилот команды Qatar 96). В 1992 г. чемпионат перешел на многоэтапный формат. В начале XXI в. участники чемпионата и UIM вступили в конфликт на почве недовольства командами управлением UIM. Команды указывали на частые смены правил и неспособность UIM привлечь второго моториста. В итоге в 2006 г. Саид Хареб основал WPPA - World Professional Powerboat Assotiation, которая должна была санкционировать гонки Класса 1, но UIM её не признала и пригрозила всякой стране, что станет принимать гонки WPPA, запретом на проведение своих гонок. Однако год спустя была все же достигнута договорённость с UIM, положившая конец расколу.
Стив Куртис является самым титулованным гонщиком, завоевав 7 мировых титулов в Классе 1, как моторист, за что был даже удостоен Ордена Британской Империи, как гонщик больше всех завоевал побед Бьорн Руни Гьелстен, выступавший в паре с Куртисом.
В отличие от автогонок, катера не столь сильно раскрашены спонсорами - с одной стороны, гонки катеров не столь популярны, с другой стороны в них выступают чаще всего люди обеспеченные, способные покрывать затраты команды, тем более, что поддержание высокого уровня выступлений в водно-моторном спорте обходится не так дорого как в автоспорте - несколько миллионов долларов в год тратят чемпионы (2,8 млн в 1999 г.). При том что сами лодки отнюдь не дешевы - их стоимость также достигает несколько миллионов - однако они могут использоваться на протяжении нескольких лет. Лишь двигатели нужно менять каждые две гонки - а двигатели Ламборгини обходятся в 90 тыс.€ каждый  Архивная копия от 24 декабря 2020 на Wayback Machine, а также подбирать винты, изготовленные из высококачественной стали.

## Техника
Все катера Класса 1 представляют собой туннельные катамараны 12-13,41 метров длиной (максимум - 14,63м, для корпусов построенных до 2001г.), 3,5-3,75 метра шириной и 4800 кг массой (4650кг - минимум). Каждый корпус имеет по два редана, материал корпусов - кевлар. Корпуса строятся специализированными фирмами - Victory, Tencara, CUV, Cigarette, наиболее прославленным из которых является английская компания Victory. Кабина пилотов дополнительно усилена, приняты меры для обеспечения быстрого покидания катера в случае аварии и переворота - выходные люки расположены прямо над рабочими местами экипажа, а кроме того экипаж дополнительно располагает системами автономного дыхания для пребывания под водой. Гонщики могут располагаться как в общей кабине, так в и отдельных кокпитах (любопытно, что для первых таких конструкций могли использоваться фонари истребителей F16 )
Они оснащаются двумя двигателями (по 1 в каждом корпусе). В качестве двигателей используются бензиновые двигатели — безнаддувные Ламборгини L804-MY4000 (V12, 8,2л, 4 клапана на цилиндр с двойным верхним распредвалом) и компрессорные Меркьюри HP1075SCi (V8, 9,1л, 2 клапана на цилиндр с нижним распредвалом), мощностью 870-940 л. с. Показатели моторов выравниваются рестрикторами - 62мм для Ламборгини и 68мм для Меркьюри, дополнительно для Меркьюри используются унифицированные электронные блоку управления (ЭБУ), поскольку их чистая мощность достигает 1075л.с. Долгие годы Ламборгини была единственным поставщиком моторов для катеров, но в последнее время (с конца 2004г.) моторы Меркьюри постепенно завоёвывают популярность, несмотря на значительно большую массу - 782кг против 400кг - и расход топлива. Некоторые команды самостоятельно дорабатывают двигатели и ставят на них своё клеймо, но доработки ограниченны с целью недопущения гонки расходов, например запрещены пневматические системы управления клапанами, трубопроводы переменного сечения, а использование титана ограничено клапанами. Всего катера несут до 1000кг горючего, а расход на гонку составляет 500-700кг.
Мощность подается на два специально разработанных полупогруженных гребных винта. Подбор винтов очень важен при подготовке катера к гонке, иной раз команды привозят по дюжине пар на каждый этап. Современные винты имеют до шести лопастей и изготавливаются из высококачественной стали. Катера могут развивать скорость свыше 250 км/ч (135 узлов), и сохранять ход при волне до 3 м (хотя и с потерей до 100 км/ч скорости).
Экипаж состоит из 2х человек — при этом один (водитель) управляет катером, а второй (моторист, throttleman) двигателями. Это вынуждает разделять управление и требует большой спайки экипажа - водитель старается выбирать курс, на котором лодка может развивать наибольшую скорость, а моторист поддерживает максимально выгодный режим работы двигателей. Система контроля тяги запрещена. Катера стандартно оснащаются системами GPS.
С 2009г. в чемпионат также допускаются схожие лодки из австралийского чемпионата Australian Superboat и американского чемпионата American Supercat. Они имеют габариты 11,5-13м при массе 4100кг и мощности безнаддувных двигателей в 790л.с. Кроме того дополнительно запрещены все электронные компоненты с целью уменьшения расходов, и введён единый поставщик винтов .

## Спорт
Этапы чемпионата проходят в три дня - в пятницу команды участвуют в одной тренировочной сессии, в субботу в ещё одной утром. Квалификация проводится с 2007 г. в два этапа - в ходе первого, продолжительностью 40 минут все команды показывают 3 хронометрируемых круга (последовательно или раздельно) после чего пятеро быстрейших проходят в суперпоул - 10-минутную сессию, в ходе которой они имеют возможность ещё раз показать один или два (подряд) быстрейших круга. До 2007 г. квалификация проходила одной 60-минутной сессией, с 3мя хронометрируемыми кругами для каждой команды. Как и во многих других технических видах спорта, результаты квалификации попадают в отдельный зачет, победитель которого получит затем специальный приз от спонсора. Утром в воскресенье у команд есть ещё одна возможность поработать над катером в ходе утренней тренировки. Все тренировки и квалификация проходят на гоночной акватории, чтобы команды могли приспособить лодки к ней.
Старт осуществляется с ходу, на старте катера идут в ряд, но не обгоняя друг друга, победитель квалификации имеет возможность идти ближе всех к судейскому катеру, на котором судья, поднимая зеленый флаг, дает старт гонки. Дистанция гонки составляет около 100 морских миль (185 км), которая проходится примерно за час. Трасса для гонок катеров Класса 1 замкнутая кольцевая, включает себя несколько типов кругов — стартовый, обычные и два длинных, которые гонщики обязаны пройти в ходе гонки (в любом порядке), всего число кругов составляет 12-18. Первоначально круги были длинными, так что вся дистанция укладывалась в 4-6 кругов, катера далеко уходили в море, встречая развитое волнение, но в целях повышения зрелищности длина кругов была уменьшена, и гонки стали проходить на небольшом расстоянии от берега. Трассы прокладываются на различных акваториях, таких как заливы, порты, фьорды и даже на внутренних водных путях, таких как Клязьминское водохранилище в Москве.
Система начисления очков — 10-местная, 20-15-12-10-8-6-4-3-2-1. Также команды получают 2-очковые бонусы если в следующей гонке используют те же двигатели (за каждый агрегат).
Кроме чемпионата Мира также с 1992 г. проводится чемпионат Европы, а с 2002 г. чемпионат Ближнего Востока. Также катера Класса 1 применялись и в различных национальных чемпионатах - Австралии, Италии и т.п. Всего на старт этапов чемпионата мира выходят по десятку и более катеров. Некоторые команды выставляют больше одного катера - обычно 2, но особо крупные (как Victory) могут подготовить и больше - 3, а иногда и 4 лодки. При этом все лодки готовятся и выступают самостоятельно, обслуживаются своими бригадами под руководством бригадира (crew-chief).

## Чемпионы Мира в Классе 1
| Год  | 1е место                                             | 2е место                                             | 3е место                                                 |
| 2008 | Мохаммед аль-Марри Надир бен Хенди Victory           | Абдулла аль Мехарби Жан Марк Санчес Victory          | Абдулла Аль-Сулайти Маттео Николини Qatar                |
| 2007 | Ариф Саиф Аль Зафин Жан Марк Санчес Victory          | Бьорн Руне Гьелстен Стив Куртис MBE Spirit Of Norway | Е.В. Шейх Хасан бин Явор аль-Тани Маттео Николини Qatar  |
| 2006 | Бьорн Руне Гьелстен Стив Куртис MBE Spirit Of Norway | Мохаммед аль Марри Жан Марк Санчес Victory           | Абдулла Аль-Сулайти Лино Ди Бьязи Qatar                  |
| 2005 | Бард Экер Стив Куртис MBE Spirit Of Norway           | Мохаммед аль Марри Жан Марк Санчес Victory           | Е.В. Шейх Хасан бин Явор аль-Тани Маттео Николини Qatar  |
| 2004 | Бьорн Руне Гьелстен Стив Куртис MBE Spirit Of Norway | Али Нассер Али Аль Кама Victory                      | Мохаммед аль Марри Жан Марк Санчес Victory               |
| 2003 | Бьорн Руне Гьелстен Стив Куртис MBE Spirit Of Norway | Ламберто Леони Эдуардо Полли Highlander              | Петер "Муди" МакГрат Билл Барри-Коттер Maritimo Offshore |
| 2002 | Бьорн Руне Гьелстен Стив Куртис MBE Spirit Of Norway | Али Нассер Али Аль Кама Victory                      | Петер "Муди" МакГрат Билл Барри-Коттер Maritimo Offshore |
| 2001 | Мохаммед аль Марри Саид Аль Тайер Victory            | Али Нассер Али Аль Кама Victory                      | Бьорн Руне Гьелстен Стив Куртис MBE Spirit Of Norway     |
| 2000 | Али Нассер Хальфан Хариб Victory                     | Мохаммед аль Марри Саид Аль Тайер Victory            | Бьорн Руне Гьелстен Стив Куртис MBE Spirit Of Norway     |
| 1999 | Али Нассер Randy Scism Victory                       | Саид Аль Тайер Феликс Серраллес Victory              | Мохамед Аль Гаит Хальфан Хариб Victory                   |
| 1998 | Бьорн Руне Гьелстен Стив Куртис MBE Spirit Of Norway | Али Нассер Randy Scism Victory                       | Ламберто Леони Массимо Липпи Jolly Motor                 |
| 1997 | Лайт Фараон Джон Томлинсон                           | Ламберто Леони Эдуардо Полли Highlander              | Али Нассер Randy Scism Victory                           |
| 1996 | Саид Аль Тайер Феликс Серраллес Victory              | Али Нассер Randy Scism Victory                       | Ламберто Леони Эдуардо Полли Highlander                  |
| 1995 | Saeed Al Tayer Феликс Серраллес Victory              | Лука Феррари Винченцо Полли Giesse Ferretti          | Хальфан Хариб Эд Колиер Victory                          |
| 1994 | Лука Феррари Норберто Ферретти Giesse Ferretti       | Саид Аль Тайер Феликс Серраллес Victory              | Хамид Бухалеба Randy Scism Victory                       |
| 1993 | Хальфан Хариб Эд Колиер Victory                      | Ламберто Леони Стив Куртис MBE                       | Лука Феррари Норберто Ферретти Giesse Ferretti           |
| 1992 | Вальтер Рагацци Юкка П. Маттила                      | Доменико Ачилли Альберто Бромбин                     | Леонардо Полли Стив Куртис MBE                           |

## См.также
- P1 (водно-моторный спорт)
- Формула-1 (водно-моторный спорт)